# 百度
百度公司（簡稱百度）是一家主要經營搜索引擎服務的中国互联网的公司，于2000年1月1日由李彦宏、徐勇两人创立于北京中关村。「百度」这个名字源自南宋词人辛弃疾的《青玉案·元夕》中的一句词：「众里寻他千百度，蓦然回首，那人却在，灯火阑珊处。」百度的企業標誌則是一個「熊掌」，有着「猎人以熊掌來尋跡」的意象。
中国互联网过去曾有三大巨頭，被合稱為「BAT」，其中「A」與「T」分別指阿里巴巴集團和騰訊，当时百度不但曾是其中一员，而且還是居首的「B」，但百度的服务在谷歌退出中國後，趨於均質化佈局、閉環化变现的短視手段，隨後，還陷入了社會責任、道德爭議和發展停滯等問題，公司精神與價值觀並受到評議，首次突破千億美元時，已經被其他競爭同行大幅超越，隨著企業的檢討與整顿改革，目前百度投資的AI平台和自駕車逐漸起步，回歸專注於做好新技術開發等創新工作。
截止至2022年4月，百度在Alexa的排名上位於全球第四位，中国第一位，佔全世界搜索引擎市場份额12.53％（居於第三位，仅次于谷歌及Bing），目前百度在內容還有累積的優勢，雖然不再如當年獨霸，仍能保持相當比例市佔率，但是AI搜索競爭與市場的變化持續壓縮，也已經開始轉向服務型雲端業務。

## 资本与架构

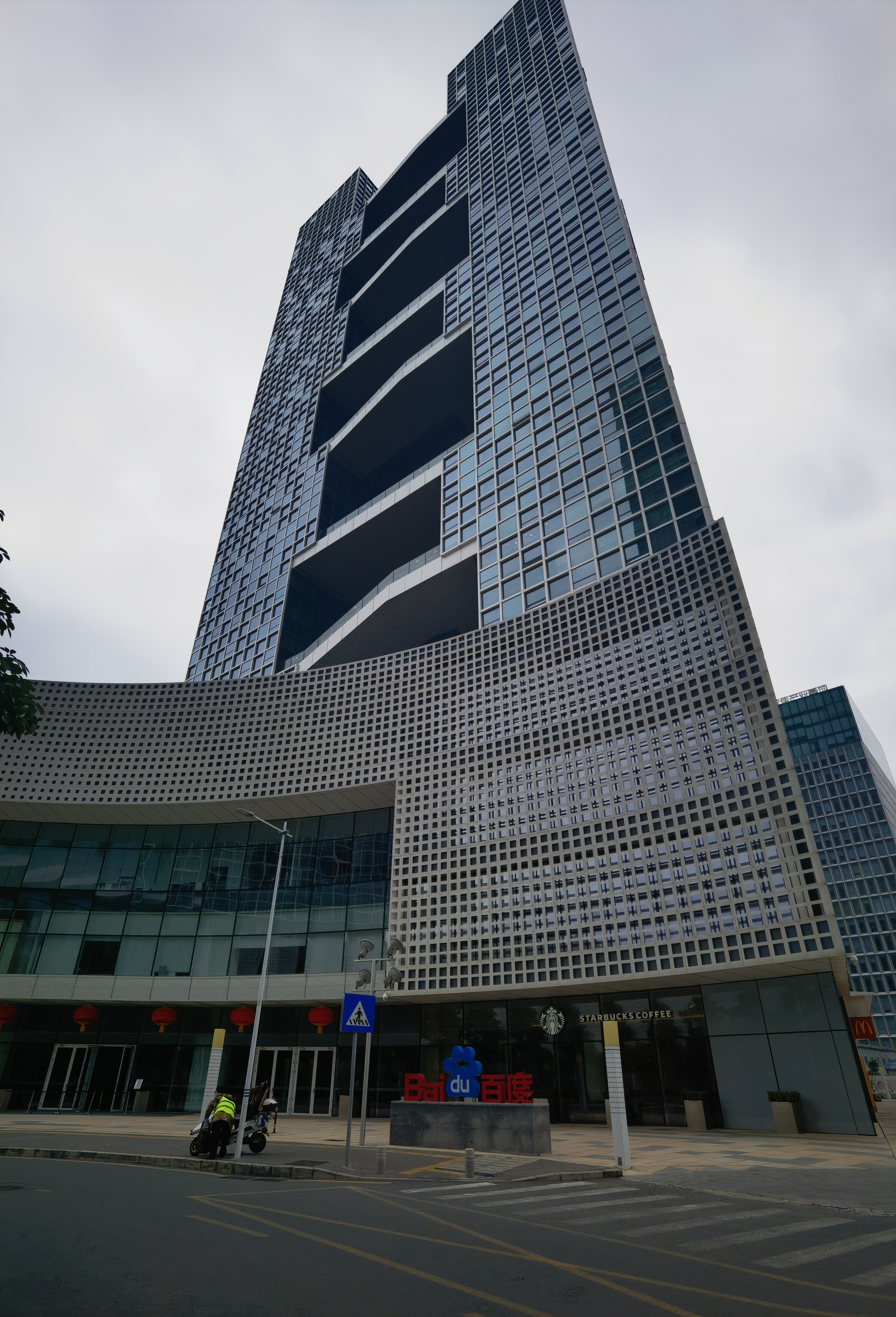
百度深圳分部

2000年1月1日李彦宏在北京市中关村创建了百度在线网络技术（北京）有限公司（Baidu Online Network Technology (Beijing) Co.,Ltd.，简称“百度在线”）。2000年1月18日，李彦宏在英属开曼群岛注册了上市主体百度公司（Baidu.com,Inc），又在英属维尔京群岛注册了第一个百度公司的全资子公司百度控股有限公司（Baidu Holdings Limited ）。
子公司或子公司化成立歷程
| 順序 | 公司                                                             | 日期           | 註冊           | 父系               |
| ---- | ---------------------------------------------------------------- | -------------- | -------------- | ------------------ |
| 1    | 百度控股（Baidu Holdings Limited ）                              | 2000年1月      | 英属维尔京群岛 | 百度公司           |
| 2    | 百度在线（Baidu Netcom Science and Technology Beijing)           | 2000年1月      | 北京           | 百度控股           |
| 3    | 百度中国（Baidu China)                                           | 2005年6月6日   | 上海           | 百度控股->百度香港 |
| 4    | 百度时代网络技术(北京)科技（Baidu.com Times Technology Beijing） | 2006年4月19日  | 北京           | 百度控股->百度香港 |
| 5    | 百度（香港）（Baidu Hong Kong）                                  | 2007年11月27日 | 香港           | 百度控股           |
| 6    | 北京百付宝科技（Beijing BaiduPay Science & Technology）          | 2008年2月27日  | 北京           | 百度网讯           |
| 7    | 爱奇艺 (iQIYI)                                                   | 2010年1月6日   | 北京           | 百度控股           |
| 8    | 百度国际科技（深圳）                                             | 2010年11月23日 | 深圳           | 百度控股           |
| 9    | 去哪儿网                                                         | 2011年6月24日  | 北京           | 百度控股           |
| 10   | 百度移信网络技术(北京)                                           | 2011年10月14日 | 北京           | 百度控股           |
| 11   | 百度云计算技术（北京）                                           | 2012年1月5日   | 北京           | 百度香港           |
| 12   | 百度云计算技术（山西）                                           | 2012年1月11日  | 阳泉           | 百度香港           |
| 13   | 91无线                                                           | 2013年8月14日  | 香港           | 百度香港收購       |
| 14   | 糯米網                                                           | 2013年5月6日   | 香港           | 百度香港收購       |

- 2009年2月17日，百度從香港縱橫公司隆柏蘭手中得到Baidu.com.hk域名有跡象准备製作香港版網站，但至今未有实际举动。

### 百度戰略投資
1. 攜程旅行網（持股21.6%）
2. 愛奇藝（持股6.6%）
3. 巴西Peixe Urbano
4. 百度糯米（持股100%）
5. 百度糯米影業（持股100%）
6. 91無線網絡有限公司（持股100%）
7. 易車（持股3.2%）
8. 中信百信银行（持股30%）
9. 齊家網（持股14.393%）及10.07%投票权
10. 果殼網（持股9.38%）
11. 威馬汽車（持股4.91%）
12. 集度（持股50%）

## 公司历史
1999年曾就读于北京大学的李彦宏（美国纽约州立大学布法罗分校硕士）与徐勇（加州大学伯克利分校博士后）在美国硅谷的搜索引擎公司Infoseek工作，2000年8月携創業投資风险投资资金的李彦宏和徐勇在美国创立百度。2001年10月22日正式发布搜索引擎，搜索引擎蜘蛛代号为。
2009年以前服務上線歷程
| 順序 | 服務           | 日期           | 順序 | 服務     | 日期           |
| ---- | -------------- | -------------- | ---- | -------- | -------------- |
| 1    | Baidu搜索引擎  | 2001年10月22日 | 8    | 百度知道 | 2005年6月      |
| 2    | MP3搜索        | 2002年11月     | 9    | 百度地图 | 2005年9月22日  |
| 3    | 图片和新闻搜索 | 2003年7月      | 10   | 百度国学 | 2006年1月12日  |
| 4    | 百度贴吧       | 2003年11月     | 11   | 百度百科 | 2006年4月      |
| 5    | 百度下吧       | 2004年4月      | 12   | 百度空间 | 2006年7月13日  |
| 6    | 黄页搜索       | 2005年5月      | 13   | 百度Hi   | 2008年2月29日  |
| 7    | 影视搜索       | 2005年5月      | 14   | 百度有啊 | 2008年10月28日 |

2005年6月，百度下吧下线刪除，2005年8月5日公司在纳斯达克上市，发行价为27.00美元。开盘价66.00美元，以122.54美元收盘，涨幅353.85%，创下了5年以来美国股市上市新股当日涨幅最高纪录。
2006年1月12日，百度发布百度国学，提供国学相关信息的特色搜索服务以及中国古代文化典籍在线搜索及阅读功能。2006年7月31日新版百度指数发布。2007年3月百度從日本公司中得到域名，隨即發布百度日文搜索引擎「百度檢索」，正式進入日本市場。2007年3月，百度日本正式上线，2007年6月索尼前董事长出井伸之出任百度独立董事。
之後公司進入一段多事之秋時期2007年12月29日百度首席财务官王湛生在新年休假期去世。2008年3月31日，新任财务总监李昕晢上任。2008年11月15日中国中央电视台曝光百度竞价排名黑幕，百度股价受重挫。2009年5月4日，百度在中国华南的数百名员工因抗议公司降薪以及新的销售佣金政策而开始大规模罢工。
2009年11月17日举行百度大厦的乔迁仪式，百度大厦位于北京海淀区上地十街10号。但之後不久2010年1月12日發生2010年百度域名被劫持事件，遭到有史以来最为严重的黑客攻击，导致1月12日早7:25-14:50长达6小时的无法访问，预估损失达700万元人民币。根据网页截图聲稱这次攻击来自于伊朗网军。这个组织曾经在2009年12月以相似的手段攻击过推特网站但實際發動者未知。
2010年8月，百度在北京总部之外第一个区域性合作项目和河南日报报业集团合作，百度和河南商报共同运营的河南沸点网络科技有限公司成立，2011年2月河南一百度正式上线。
2011年3月31日，百度有啊发布业务调整：其商城业务将有计划地转移给乐酷天、耀点100等合作伙伴，私对私业务宣告失败。2011年4月26日，百度获得“年度十大慈善企业”称号。2011年4月28日，百度旅游正式上线，2019年6月19日百度旅游发布公告，宣布将于2019年6月30日全面停止服务。2011年6月24日，百度以3.06亿美元投资“去哪儿网”61.05%，成为去哪儿网第一大机构股东。
2013年5月6日，百度以3.7億美元現金（約合22.77億元人民幣），收購視頻網站PPS影音，並擬於30日內完成PPS與百度旗下視頻網站愛奇藝網站的整合工作。2013年7月16日，百度宣布与网龙网络网龙网络有限公司签署谅解备忘录，从网龙公司和其他股东处收购91无线网络有限公司100%股权。8月14日正式签署收购协议10月1日百度顺利完成对91无线的收购。2013年8月24日，百度以1.6億美元（12.4億港元）入股團購網站糯米网新發行的普通股，持股比例約59%，糯米網原本是人人网旗下全資子公司。
2014年7月31日，百度首頁改版，百度搜索新版首页经过6个月的测试后正式上线，取代了自2007年开始使用的旧版首页。新版首页采用了极简风格和智能化搜索。同年，百度在中关村软件园的新总部建成。之後百度公司進入電子商務領域，2014年8月29日万达集团、百度、腾讯今天宣布共同出資在香港注冊成立萬達電子商務公司，發展线上到线下電商商務模式。三家公司對萬達電商的首期投資額高達50億人民幣，其中萬達持股70%，騰訊和百度各持股15%。2014年10月9日百度收購巴西最大團購網站Peixe Urbano控股權，但未透露交易價格。
2015年4月21日，百度空间正式关闭。同年10月26日旗下的去哪儿网以換股方式與攜程網合併成為內地最大的在線旅遊平台，根據換股協議，攜程將獲得去哪兒45%的投票權，持有去哪儿网45%股權的百度將獲得攜程25%的股權。
2021年1月11日，百度公告称将组建智能汽车公司，以整车制造商身份进军汽车行业，吉利控股集团将成为新公司的战略合作伙伴。
2021年2月9日美股盘初，百度高开高走，股价触及历史新高，总市值突破1000亿美元。截至北京时间23：14，该股涨超9%，报303美元。
2022年8月，百度搜索引擎停用快照功能。百度用户名支持修改。

## 国际化发展

### 百度日本
2006年，百度日本公司成立。
2011年12月13日，百度日本公司宣布收购知名日文手机端输入法“Simeji”，并宣布继续负责该款产品的规划与开发。
2015年3月，由于未能在日本市场引起反响，百度日本正式停止在日本的搜索业务。百度一名发言人表示：并不排除未来百度日本公司再次推出日本地区的搜索服务或者通过日本其他平台推出搜索服务的可能性。百度日本仍在运营Simeji表情和输入法。

### 百度埃及
2011年，百度进入埃及市场，推出包括 Hao123、Baidu Browser、DU Speed Booster、DU Battery Saver、MoboMarket等产品，以及阿语开发者平台。百度埃及获得中共中央总书记兼国家主席习近平的好评。截止2016年1月，百度埃及用户数达到3800万。2017年退出埃及市場。

### 百度巴西
2014年7月17日，在中共中央总书记兼国家主席习近平和巴西总统迪尔玛·罗塞夫的见证下，百度董事长兼CEO李彦宏输入关键字“中国巴西”宣告巴西葡语搜索引擎正式上线。
2014年10月10日，百度公司成功收购巴西团购网站Peixeurbano（城市鱼）的控股权，帮助巴西O2O产业发展。百度的收购促进了Peixe Urbano的市场占有率从百度收购前的35%增至70%。

### 百度泰国
2016年4月15日，百度钱包登录泰国，进入曼谷、普吉、清迈、芭提雅四个城市。

### 百度香港
2021年3月，百度推出百度百科香港版baike.baidu.hk，此产品仅允许在中国大陆之外使用。

## 百度产品
| 搜索引擎的全球市场份额                       | 搜索引擎的全球市场份额 | 搜索引擎的全球市场份额 | 搜索引擎的全球市场份额 | 搜索引擎的全球市场份额 |
| -------------------------------------------- | ---------------------- | ---------------------- | ---------------------- | ---------------------- |
|                                              |                        |                        |                        |                        |
| Google                                       | Google                 |                        | 92.25%                 | 92.25%                 |
| Microsoft Bing                               | Microsoft Bing         |                        | 3.18%                  | 3.18%                  |
| 雅虎                                         | 雅虎                   |                        | 1.32%                  | 1.32%                  |
| Yandex                                       | Yandex                 |                        | 1.02%                  | 1.02%                  |
| 百度                                         | 百度                   |                        | 0.86%                  | 0.86%                  |
| 其它                                         | 其它                   |                        | 1.38%                  | 1.38%                  |
| 根据StatCounter的2022年2月-2023年2月数据制作 |                        |                        |                        |                        |

### 搜索与导航
- 百度网页搜索
- 百搜视频（原百度视频）
- 好看視頻（短視頻）
- 千千音乐
- 百度地图
- 百度新闻
- 百度图片
- 百度词典
- Hao123
- 百度团购
- 百文档搜索
- 百度游戏

### 搜索社区
- 百度贴吧
- 百度知道
- 百度百科
- 百度文库
- 百度音乐掌门人
- 百度搜藏
- 百度经验
- 百度学术（2014年6月上線）[50]
- 百度旅游
- 百度人才
- 百度身边
- 百度新知

### 移动互联网与应用
- 百度移动搜索
- 手机百度
- 掌上百度
- 简单搜索
- 百家号
- 智能小程序
- 百度手机输入法
- 百度手机浏览器
- 百度手机地图
- 百度快搜
- 百度通讯录
- 百度魔图
- 百度桌面
- 百度网盘
- 百度一键Root
- 百度语音助手
- 百度锁屏
- 百度安全管家
- 作业帮

### 人工智能
- 百度大脑
- 百度Apollo
- 小度
- 文心一言
- 文心一格

### 汽车
- 集度
- 萝卜快跑

### 网站与企业服务
- 百度搜索开放平台
- 百度站长平台
- 百度统计
- 百度联盟
- 百度推广
- 百度广告管家
- 百度数据研究中心
- 百度风云榜
- 百度指数
- 百度分享

### 购物和在线娱乐
- 百度游戏
- 百度娱乐
- 百度游戏大厅
- 悠洋游戏
- 度小满支付
- 百度金融
- 百度理財

### 软件
- 如流
- 百度工具栏
- 千千静听
- 百度软件搜索
- 百度输入法
- 百度影音
- 百度浏览伴侣
- 百度阅读器
- 百度杀毒
- 百度卫士
- 百度浏览器 （百度手机浏览器）
- 百度网盘

### 其他产品和服务
- 百度公益
- 百度老年搜索
- 百度盲道
- 百度大学搜索
- 百度博客搜索
- 百度法律搜索
- 百度图书搜索
- 百度专利搜索
- 百度CSR
- 百度应用
- 百度寻人
- 百度基金会
- 百度任务平台
- 百度众测
- 百度学术
- 好看视频
- 百度百发
- 百度飞桨，产业级深度学习平台[51]
- 愛企查，一個企业查询平台，於2020年8月推出[52]
- 百度量子计算研究所[53]

### 旗下网站
- 爱奇艺[54]
- 百度乐居
- 天空软件
- 百伯
- 携程网(旗下拥有去哪儿网)
- YY直播

### 已经停止服务的产品
- 百度传情
- 百度黄页
- 百度少儿搜索[55]
- 百度下吧
- 百度有啊[56]
- 百度说吧[57]
- 百度国学[58]
- 百度空间[59]

### 其它產品

#### 框计算
2009年8月18日，百度董事长兼首席执行官李彦宏在百度技术创新大会上提出“框计算”这一技术概念，其功能与Google搜索的OneBox类似。框计算致力于提供一站式的服务，用户在百度搜索框内输入服务需求后，由“框”在互联网可选范围内根据用户需求自动匹配相应的应用和服务，并将该需求分配给最优的内容资源或应用提供商处理，最终返回给用户相匹配的结果。

#### 凤巢系统
2008年11月，中国中央电视台《新闻30分》栏目对百度竞价排名黑幕进行了报道，并表示有消费者因为百度搜索引擎竞价排名提供的虚假网站或信息，上当受骗。随后，百度CEO李彦宏在2009年百度第三季度财报发布会上表示，百度客户将于2009年12月1日全面向凤巢系统切换，后于2009年12月1日凌晨，百度官方宣布即日起，百度搜索推广业务将全面转向凤巢系统，凤巢与此前百度采用的竞价排名的传统系统区别在于将搜索结果相关性的权重作为凤巢搜索排名的重要依据。但根据2011年8月中国中央电视台的报道，凤巢系统的搜索结果，与竞价排名相比，页面并没有太大区别，而敛财方面反而变本加厉，且虚假和诈骗网站的问题一直没有得到彻底解决。
中国大陆虽有法律明文禁止侵犯版权，但很多时候政府打击侵权的执法力度并不足够，因此百度可以提供查找可以进行免费下载的音乐文件链接的服务。2009年9月4日，中华人民共和国文化部文化市场司副司长庹祖海在《文化部关于加强和改进网络音乐内容审查工作的通知》发布会上表示百度MP3搜索符合文化部的要求，具有合法主体资格。

## 相关诉讼列表
| 判决时间        | 原告                 | 被告    | 事由                                     | 判决 |
| --------------- | -------------------- | ------- | ---------------------------------------- | --- |
| 2013-11-29      | 土豆網               | 百度    | 土豆诉百度著作权两案                     | 土豆诉百度著作权两案，判决百度败诉，共计赔偿6万 |
| 2013-11-29      | 优酷                 | 百度    | 优酷诉百度著作权18案                     | 优酷诉百度著作权18案，判决百度败诉，共计赔偿41万元 |
| 一审：2013-9-25 | 百度                 | 奇虎360 | 百度诉360搜索抄袭百度站长平台 索赔50万元 | 法院驳回了原告百度公司的诉讼请求 百度一审败诉 |
| 2013年          | 北京磨铁图书有限公司 | 百度    | 北京磨铁诉百度著作权案                   | 北京磨铁诉百度著作权案，判决百度败诉，赔偿3.5万元 |
| 2012-12         | 央视网               | 百度    | 央视网诉百度著作权案                     | 央视网诉百度著作权案，判决百度败诉，赔偿6万元 |
| 2012-9-18       | 韩寒                 | 百度    | 韩寒起诉百度文库侵权案                   | 法院认定百度侵犯韩寒的三部作品的著作权，共赔偿韩寒将近10万元 |
| 2012-6          | 乐视网               | 百度    | 乐视网诉百度著作权案                     | 乐视网诉百度著作权案，判决百度败诉 |
| 二审：2012-5    | 浙江泛亚             | 百度    | 浙江泛亚诉百度著作权案                   | 浙江泛亚诉百度著作权案，最高院二审判决百度败诉，赔偿52.8万元 |
| 2011-5-11       | 盛大文学             | 百度    | 盛大文学状告百度公司侵权案               | 法院判决百度公司停止侵权行为，并赔偿盛大文学经济损失 |
| 二审：2010-7-28 | 中国音乐著作权协会   | 百度    | 音著协诉百度著作权案，二审维持原判       | 音著协诉百度著作权案，二审维持原判，判决百度赔偿5万元 |
| 一审：2010-7-1  | 殷小姐               | 百度    | “海运女”不雅照 百度传播案                | 百度立即停止对殷小姐名誉权的侵害，断开搜索引擎中可辨认殷小姐相貌的涉案图片链接；删除网站上保存殷小姐的个人信息；连续3天在百度首页醒目位置刊登向殷小姐道歉的声明，消除影响为殷小姐恢复名誉；支付殷小姐经济损失人民币2000元、精神损害抚慰金人民币2万元。 |
| 一审：2010-2-23 | 中国音乐著作权协会   | 百度    | 音著协诉百度著作权案                     | 音著协诉百度著作权案判决百度赔偿5万元 |
| 2008-6-27       | 大众搬场             | 百度    | “大众搬场”状告 “百度”侵犯商标权案        | 判决生效之日起三十日内在百度网站（www.baidu.com）“竞价排名”栏目的首页连续48小时刊登声明，消除影响；同时，应于判决生效之日起十日内，共同赔偿原告大众交通（集团）股份有限公司、上海大众搬场物流有限公司经济损失5万元。                                   |
| 一审：2007-2-9  | 张新维               | 百度    | 律师张新维起诉百度侵犯名誉权案           | 律师张新维起诉百度侵犯名誉权 判决百度败诉 |

## 争议与批评
多年以来百度與許多大企業一樣在众多事件上存有争议性，甚至涉及全國範圍性的社會事件，例如百度競價排名事件和魏則西事件、血友病吧被賣事件等都曾沸騰一時，以及百度相關軟體如網盤和百度全家桶內含一些對用戶電腦的操作被部分人認為有灰色地帶，屢次捲入爭議事件也影響了百度的形象。自从2019年百度强行置顶有关意识形态宣传内容引发争议。2024年5月，百度公關副總裁璩靜五一假期在抖音發布多條短片，内容備受爭議，事件發酵後，百度創辦人李彥宏與人力資源負責人崔珊珊召開小範圍員工溝通會，對璩靜事件進行了點評；璩靜事件亦一度令百度在港股、美股的股價下跌，市值曾合共蒸發逾120億元人民幣。

## 公司位置

### 百度大厦

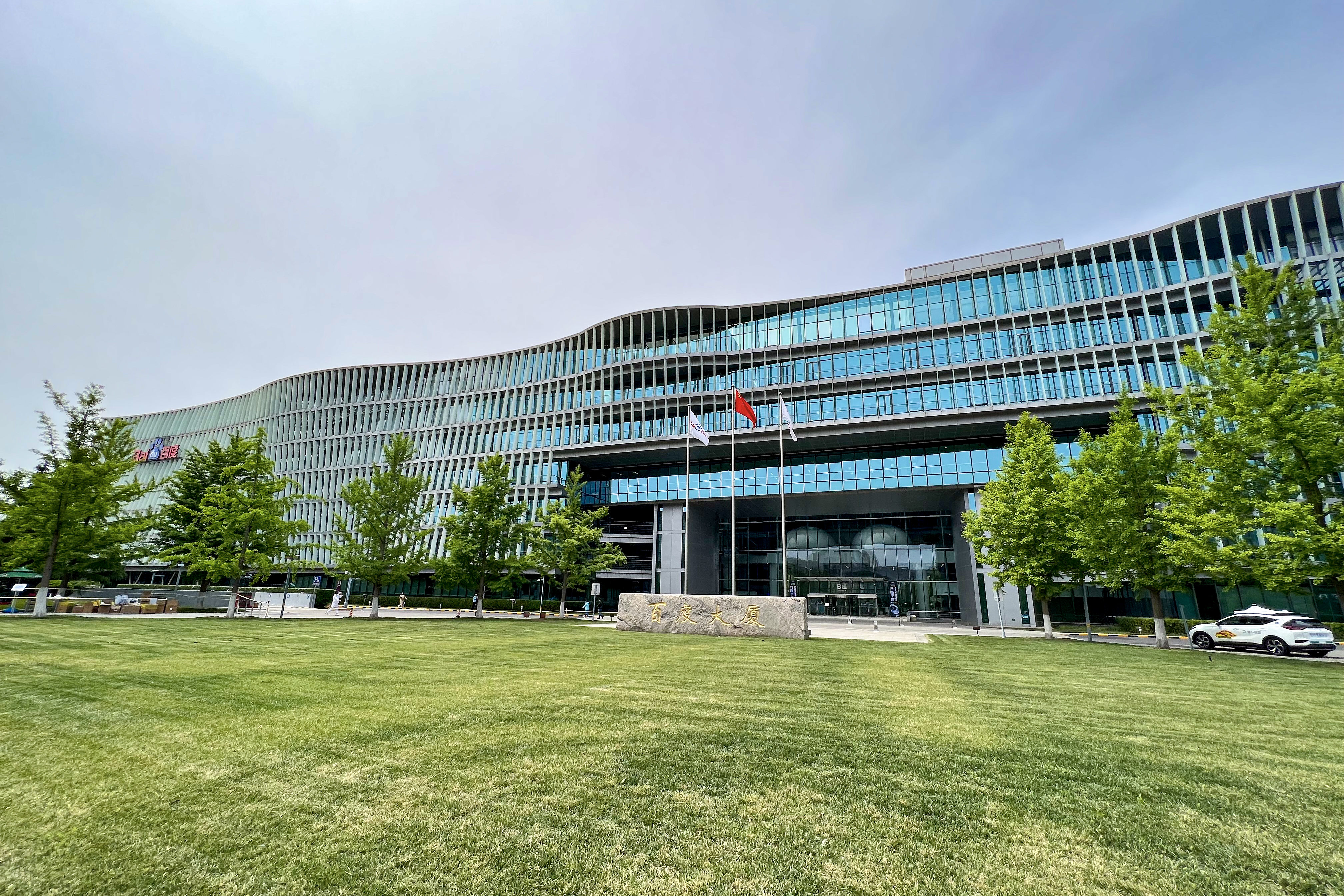
百度大厦

百度大厦是百度在北京市海淀区上地科技园区的百度的总部，昵称“搜索框”。2007年4月26日，百度大厦正式奠基。2008年4月30日，百度大厦结构封顶（当天也是北京奥运会倒计时100天），2009年11月正式投入使用，但启用仅一年就不敷应用，百度只得先后租用鹏寰大厦、奎科大厦、首创空间大厦三座写字楼进行办公，其后决定在中关村软件园二期（西扩）区域筹建新总部。

### 百度科技园

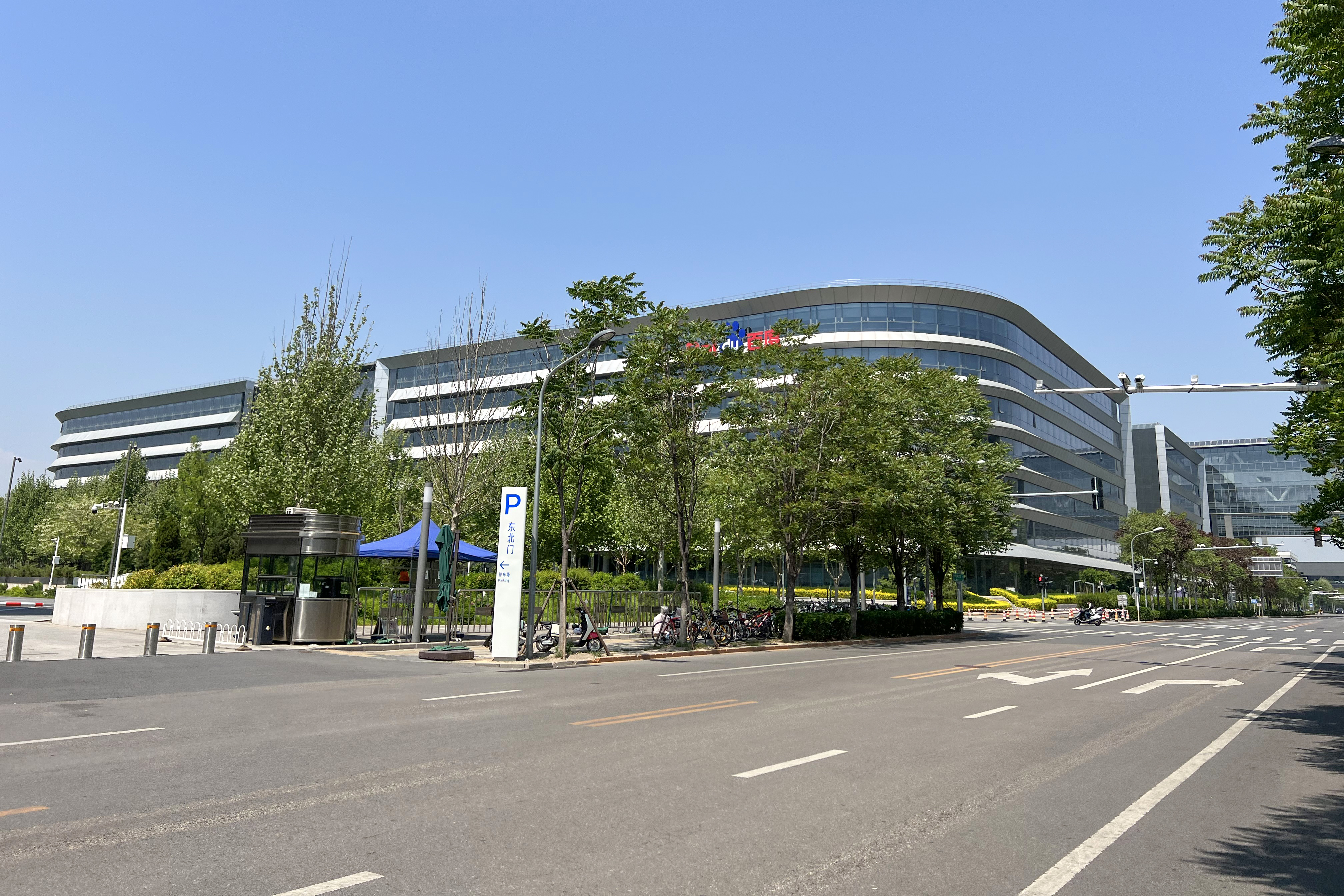
百度科技园南立面

百度科技园二期位于中关村软件园二期内，北临后厂村路，西眺百望山，2014年启用。

### 百度上海研发中心
百度上海研发中心成立于2008年12月，位于上海市浦东新区张江科技园，是百度最重要的技术研发机构之一，承担着包括搜索技术国际化支持等百度若干重要项目的研发工作。

### 百度国际大厦

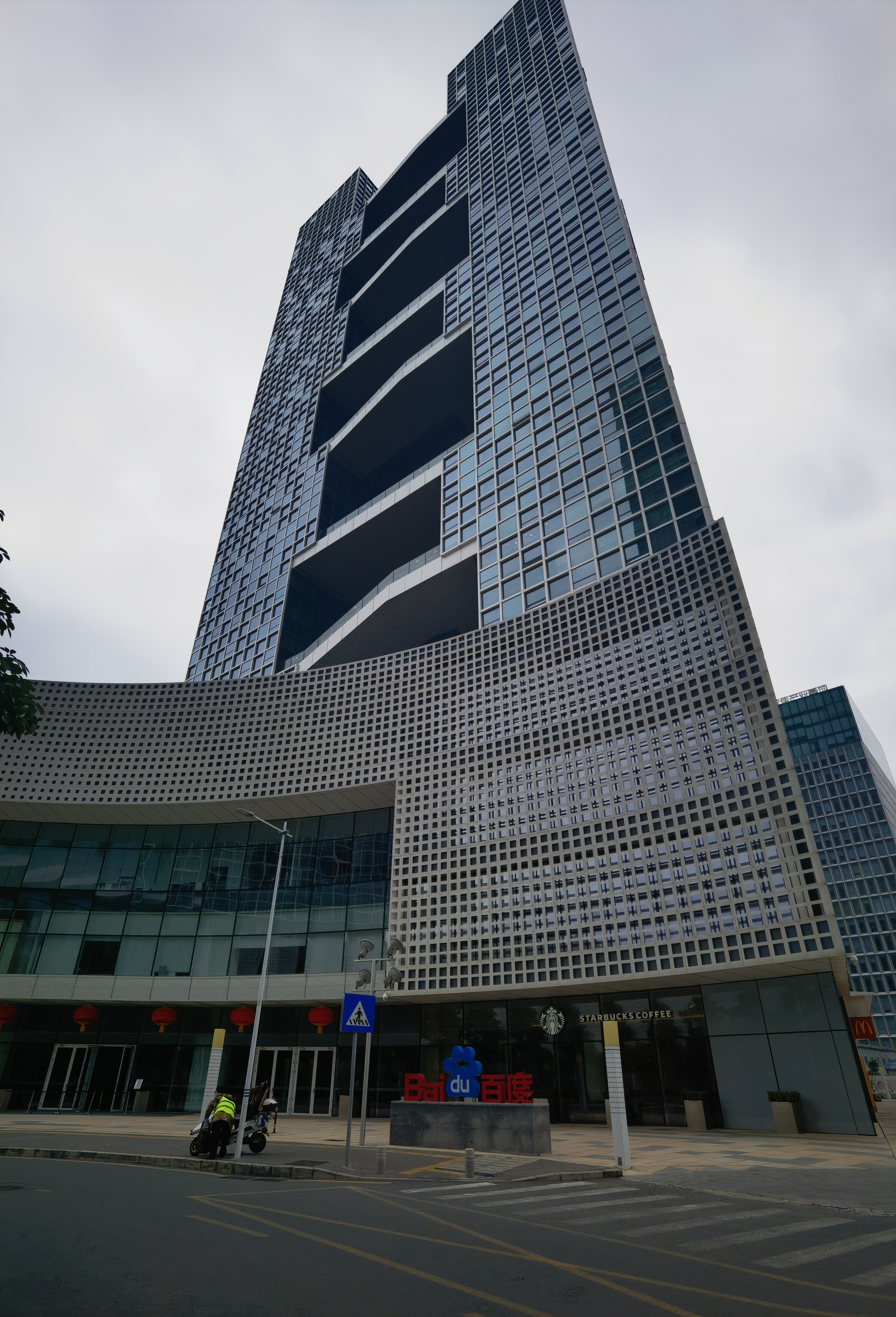
百度国际大厦，是百度深圳分部所在地

2015年8月底，百度国际大厦正式启用，地点位于深圳市南山区高新技术产业园。

## 参看
- 中华人民共和国软件产业
- 对百度的争议
- 2010年百度域名被劫持事件